# ダヒ

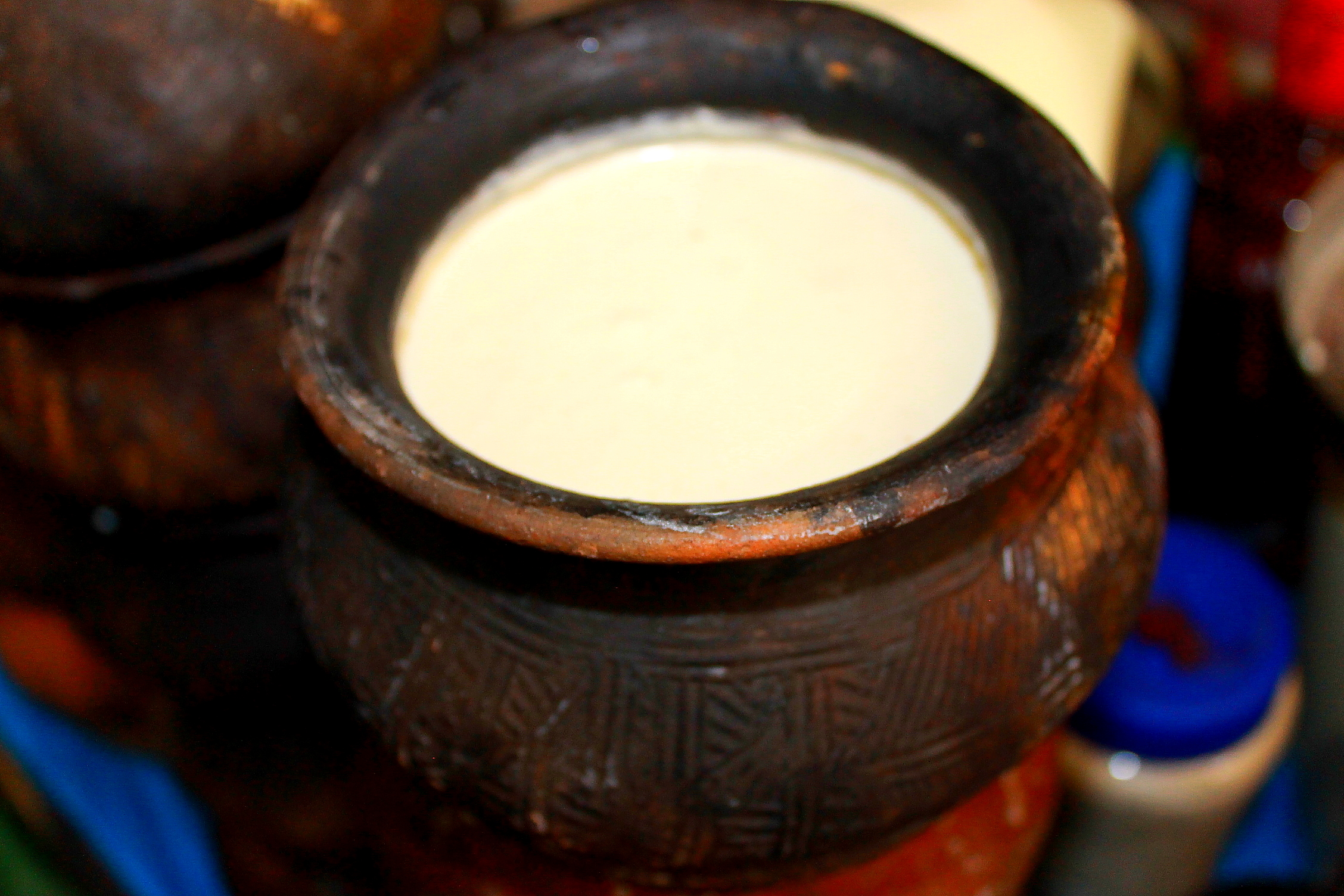
ダヒー

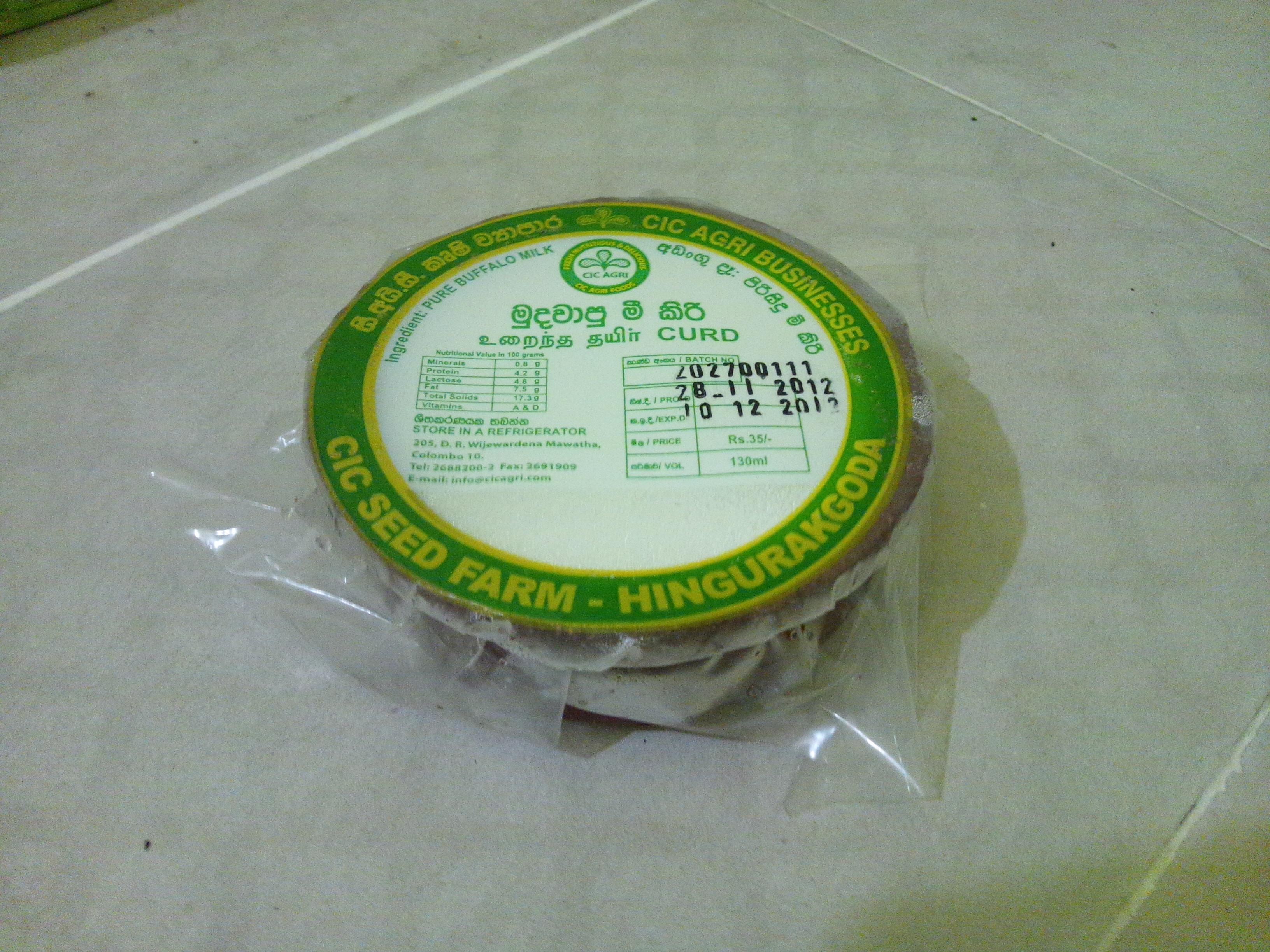
スリランカの水牛ヨーグルト（මී කිරි）。インド英語でCurdと併記されている。

ダヒまたはダヒー（ヒンディー語、ネパール語：दही ウルドゥー語：دہی）は、インドやネパール、パキスタンで作られる乳製品。ヨーグルトの一種である。
インド英語ではカード (Curd) と訳されるが、レンネットなどの蛋白質分解酵素による凝固ではなく主に乳酸菌による凝固である点で、ヨーグルトである。インド文明圏は中央アジアの牧畜文化との結びつきも強い。日本のヨーグルトに見かけが近いが、比較的硬めに固まっている。
そのまま食べたり、ラーイター（ダヒーをベースにしたサラダの様なもの）を作ったり、ラッシーにして飲んだり、肉や野菜の煮込み料理に加えたりする。
ベンガル語ではドイ (doi)、タミル語ではタイール (thayir)、テルグ語ではペルーグー (perugu) と呼ぶ。